# Брајтбрун ам Кимзе
Брајтбрун ам Кимзе (њем. Breitbrunn am Chiemsee) општина је у њемачкој савезној држави Баварска. Једно је од 46 општинских средишта округа Розенхајм. Према процјени из 2010. у општини је живјело 1.468 становника. Посједује регионалну шифру (AGS) 9187121.

## Географски и демографски подаци
Брајтбрун ам Кимзе се налази у савезној држави Баварска у округу Розенхајм. Општина се налази на надморској висини од 536 метара. Површина општине износи 8,1 km². У самом мјесту је, према процјени из 2010. године, живјело 1.468 становника. Просјечна густина становништва износи 181 становника/km².